# Museo de la Uva y el Vino Grajales
El Museo de la Uva y el Vino es un museo enológico ubicado en el municipio de La Unión en el Valle del Cauca. El museo está dedicado a la viticultura, a la producción e historia del vino y su difusión. Pertenece al grupo productor de vino Grupo Grajales.

## Museo
El museo abarca todo el proceso de creación del vino, desde la siembra y cultivo de la vid, pasando por el prensado y fermentación. Cuenta con 228 piezas representativas que muestran el proceso de cultivo y cosecha de la uva, así como la elaboración del vino. Cuenta con una enoteca donde se realiza cata de vinos. El Museo de la Uva y el Vino es el único de su tipo en Colombia y de los pocos existentes en Latinoamérica.

## Actividades
El museo cuenta con tours guiados y degustación de uvas y vinos. Además se puede visitar el museo en conjunto con otras actividades desarrolladas por el Grupo Grajales:
- Tour Vino y Museo: incluye, además de la visita al museo y la degustación, visita a las Bodegas de vinos.
- Zoo, Vino y Museo: Incluye visita al Resguardo La Rivera Zoo con más de 130 animales de 31 especies diferentes. En el resguardo habitan animales extraídos de su hábitat natural que han sido rescatados pero que no pueden, por diferentes causas, ser regresados. El resguardo cuenta con el acompañamiento de la Corporación autónoma regional del Valle del Cauca (CVC).[3]